# Abdelhak Rizkallah
Abdelhak Rizkallah, również Abdelhak Rizkalla, znany także pod pseudonimem Mendoza, arab. عبد الحق ماندوزا (ur. 1944 w Casablance) – marokański piłkarz i trener tej dyscypliny. W sezonie 2020/2021 prowadzi Racing Casablanca.

## Kariera piłkarska
Abdelhak Rizkallah był przez całą swoją karierę związany z jednym klubem – Racingiem Casablanca. Rozpoczynał tam karierę w 1964 – zakończył w 1977.

## Kariera trenerska
Abdelhak Rizkallah również był związany z Racingiem. Objął tam posadę po zakończeniu kariery – w 1979 roku. W sezonie 2016/2017 zajął z tym zespołem 2. miejsce w GNF 2 i awansował do GNF 1 – marokańskiej ekstraklasy. Zakończył pracę po tym sezonie. Powrócił 24 stycznia 2018 roku W sezonie 2017/2018, gdy debiutował, rozegrał 17 meczów. Jego zespół spadł z GNF 1. Rozegrał tam wtedy 17 meczów. Od tego czasu nieprzerwanie trenuje ten zespół.